# Ernst Inden
Ernst Inden (* 21. Oktober 1879 in Düsseldorf; † 19. Mai 1946 in Gemünd, Kreis Schleiden) war ein deutscher Landschaftsmaler der Düsseldorfer Schule.

## Leben

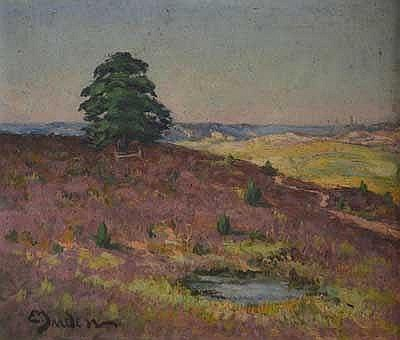
Blühende Heide in der Eifel

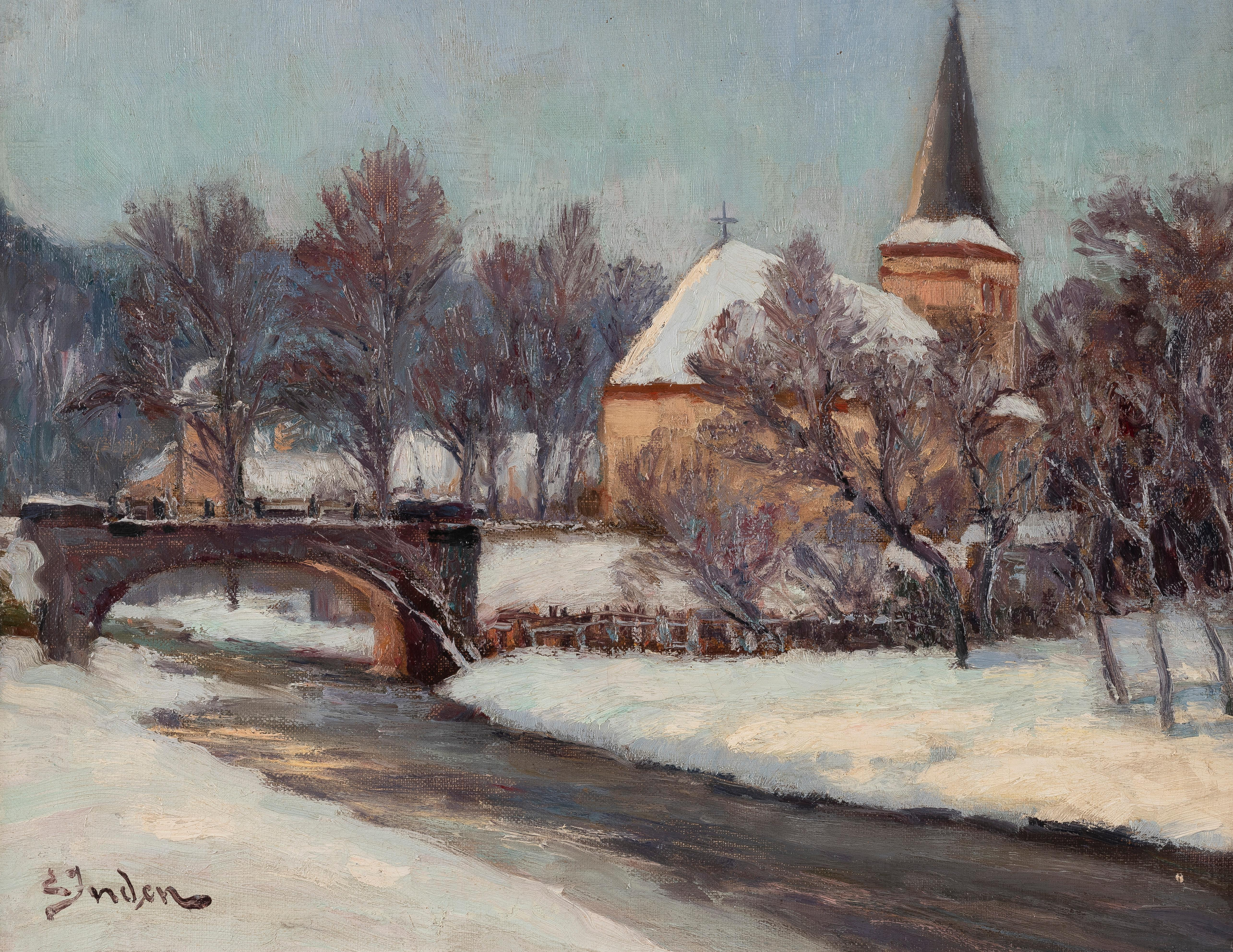
Kirche in Winterlandschaft

Inden, ein Sohn des aus Olef gebürtigen Fitting-Fabrikanten Wilhelm Inden und dessen ebenfalls von dort stammender Ehefrau Gertrud, geborene Wolff, wuchs in Düsseldorf auf. Dahin hatten seine Eltern ihre zunächst in Urft ansässige Fabrik verlegt. Nach der Grundschule und dem Gymnasium besuchte er die Kunstgewerbeschule Düsseldorf. Am 20. Juli 1899 schrieb er sich an der Kunstakademie Düsseldorf ein. Bis 1912 studierte er dort Malerei, zuletzt in der Meisterklasse von Eduard von Gebhardt. Am 28. November 1919 heiratete er in Düsseldorf-Rath Sybilla Katharina, geborene Nüßer (1896–1967), die in Düsseldorf die Tochter Marielore (1922–1998) gebar.
Anfang der 1920er Jahre zog er mit seiner Frau „Käthe“ und Tochter nach Gemünd, wo er sich – wie zeitweise auch sein jüngerer Bruder Rudolf „Rudi“ Inden (1897–1951) – als „Eifelmaler“ einen Namen machte. In der Weltwirtschaftskrise verloren Indens Eltern einen Großteil ihres Vermögens. Dadurch verschlechterten sich auch die wirtschaftlichen Verhältnisse Indens. Mit seinen Bildern hielt er sich und seine Familie nur notdürftig über Wasser, allerdings profitierte er von dem Kurbetrieb, der in den 1930er Jahren in Gemünd florierte.
Inden war befreundet mit den Landschaftsmalern Albert Larres, Clemens Prüssen, Hubert Schlemmer (1862–1945) und Fritz von Wille.  
Inden malte gelegentlich in Öl und bevorzugte das Malen mit Pastellkreide, häufig in blauen Farbtönen („Inden-Blau“). Als Motive seiner Freilichtmalerei suchte er Landschaften aus dem Großraum um Schleiden, Gemünd und Kall sowie die Gegend bei Daun auf, etwa das Weinfelder Maar. Zu den baulichen Sehenswürdigkeiten, die er malte, gehörten die Burg Reifferscheid, die Kronenburg, die Wildenburg und das Schloss Schleiden.
Bestattet wurde Inden 1946 in Düsseldorf-Unterrath.